# Bralon Taplin
Pour les articles homonymes, voir Taplin.
Bralon Taplin (né le 8 mai 1992 à Saint-Georges) est un athlète grenadien, spécialiste du 400 mètres.

## Biographie
Il remporte la médaille d'argent du 400 m lors des Championnats NACAC espoirs 2014 à Kamloops.
En avril 2015, il descend pour la première fois de sa carrière sous les 45 secondes en portant son record personnel à 44 s 89 à Tempe.
Le 19 mars 2016, Taplin échoue au pied du podium des championnats du monde en salle de Portland sur 400 m en 46 s 56, loin derrière le Tchèque Pavel Maslák (45 s 44), le Qatari Abdalelah Haroun (45 s 59) et le Trinidadien Deon Lendore (46 s 18). Lors du Golden Gala 2016, il termine deuxième en 44 s 46, à 5/100e de son record personnel qu'il bat le mois suivant au meeting Herculis 2016 (44 s 38).
Il atteint la finale olympique lors des Jeux olympiques de Rio où il termine 7e en 44 s 45, la course la plus rapide de l'histoire sur 400 mètres. 
Le 3 février 2018, à College Station, Bralon Taplin établit le cinquième meilleur chronomètre de tous les temps sur 400 m en salle en parcourant la distance en 44 s 88.

## Palmarès
| Date | Compétition                        | Lieu                               | Résultat | Épreuve | Temps   |
| ---- | ---------------------------------- | ---------------------------------- | -------- | ------- | ------- |
| 2014 | Championnats NACAC espoirs         | Kamloops                           | 2e       | 400 m   | 45 s 52 |
| 2016 | Championnats du monde en salle     | Portland                           | 4e       | 400 m   | 46 s 56 |
| 2016 | Jeux olympiques                    | Rio de Janeiro                     | 7e       | 400 m   | 44 s 45 |
| 2016 | Ligue de diamant                   | Ligue de diamant                   | 2e       | 400 m   | détails |
| 2017 | Circuit mondial en salle de l'IAAF | Circuit mondial en salle de l'IAAF | 2e       | 400 m   | détails |
| 2018 | Jeux du Commonwealth               | Gold Coast                         | 5e       | 400 m   | 45 s 38 |
| 2019 | Jeux panaméricains                 | Lima                               | 8e       | 400 m   | 46 s 01 |

## Records
| Épreuve | Épreuve   | Temps   | Lieu            | Date            |
| ------- | --------- | ------- | --------------- | --------------- |
| 400 m   | Plein air | 44 s 38 | Monaco          | 15 juillet 2016 |
| 400 m   | En salle  | 44 s 88 | College Station | 3 février 2018  |